# 1,10-十一碳二烯
1,10-十一碳二烯是一种有机化合物，化学式为C11H20。它可由11-溴-1-十一烯和叔丁醇钾在四氢呋喃和甲苯的混合溶剂中反应得到。它在格拉布第一代催化剂催化下可以聚合。